# Chelsea Manning

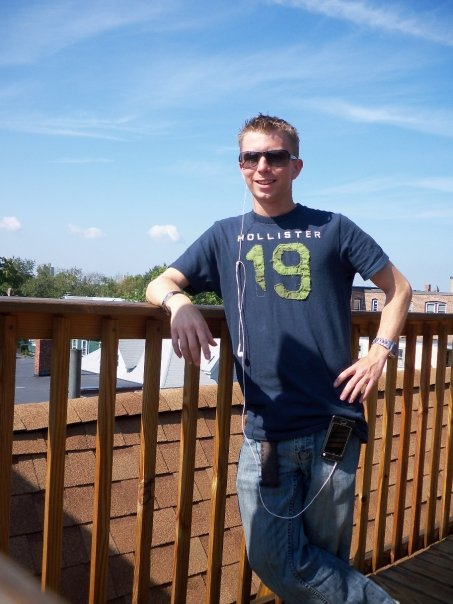
Manning in 2009

Chelsea E. Manning, geboren als Bradley Edward Manning (Crescent, 17 december 1987), is een Amerikaans soldaat eerste klasse en klokkenluider. Manning werd op 26 mei 2010 in Irak gearresteerd door agenten van de U.S. Army Criminal Investing Command in verband met een naar WikiLeaks gelekte video-opname van een Amerikaanse helikopteraanval in Bagdad op 12 juli 2007. In augustus 2013 werd Manning hiervoor veroordeeld. Daags na de veroordeling verklaarde Manning een vrouw te zijn en wijzigde haar voornaam in Chelsea. Ze is vervroegd vrijgelaten na verlening van gratie door Barack Obama, maar zat van maart 2019 tot maart 2020 weer vast wegens weigering te getuigen in een zaak tegen WikiLeaks en Julian Assange.

## Biografie
Chelsea E. Manning werd in 1987 geboren in Crescent (Oklahoma) als Bradley Edward Manning. Haar vader, Brian Manning, is ook militair en was vaak ver van huis. Susan, haar moeder, had heimwee naar haar geboorteland Wales. Na de scheiding van haar ouders in 2001 verhuisde de toen 13-jarige Manning met haar moeder naar Haverfordwest in Wales, de geboortestad van haar moeder. Zij bezocht daar de middelbare school: Tasker Milward, waar zij werd gepest vanwege haar Amerikaanse accent en omdat zij (toen nog een jongen) openlijk met andere jongens flirtte. In haar vrije tijd zat Manning meestal achter de computer, zij vond het leuker om computerspelletjes te hacken dan om ermee te spelen. Na de onrustige jaren op de middelbare school stuurde haar moeder haar terug naar haar vader die in Oklahama woont samen met haar oudere zus Casey. Toen haar vader ontdekte dat Manning op mannen viel, werd Manning het huis uitgezet en woonde zij enige tijd in een auto, daarna kreeg zij onderdak bij een tante in Potomac (Maryland).
Manning had enkele baantjes van dertien in een dozijn. Om haar studie te betalen koos zij uiteindelijk voor een baan in het leger. PFC (Private First Class) Manning kreeg haar opleiding als inlichtingenanalist in Fort Huachura (Arizona), daarna werd zij toegewezen aan de Second Brigade 10th Mountain Division in Fort Drum (New York). Vervolgens werd Manning ingezet op Contingency Operating Station Hammer in Irak. Haar militaire carrière verliep allesbehalve voorspoedig, Manning werd tot tweemaal berispt, waarvan een keer voor het aanvallen van een officier.
Luitenant-kolonel Eric Bloom, woordvoerder voor het Amerikaanse leger heeft verklaard dat Manning in oktober 2007 als soldaat is opgenomen en dat Manning in april 2010 gedegradeerd was in rang, van Specialist naar Private First Class, nadat zij een collega had aangevallen.

### Wikileaks
De Amerikaanse krijgsraad klaagde op donderdag 23 februari 2012 Chelsea Manning aan wegens het lekken van geheime overheidsinformatie aan de onthullingssite WikiLeaks. Volgens de aanklacht had Manning zich schuldig gemaakt aan 22 strafbare feiten. De zwaarste aanklacht was 'het helpen van de vijand', hier is zij tijdens het proces niet schuldig aan bevonden.
Op 5 april 2010 publiceerde Wikileaks de gewraakte videobeelden onder de naam Collateral Murder. Te zien is dat elf Iraakse burgers gedood worden, onder wie twee medewerkers van persbureau Reuters: fotojournalist Namir Noor-Eldeen (22 jaar) en zijn chauffeur Saeed Chmagh (40 jaar). Na een tweede aanval kwam het totaal aantal dodelijke slachtoffers op achttien.
Manning was inlichtingenanalist bij het Amerikaanse leger en gestationeerd op de legerbasis Hammer in Irak. Zij werd aanvankelijk overgebracht naar Koeweit waar zij werd vastgehouden op Camp Arifjan. Het Pentagon bevestigde dat Manning gearresteerd was in verband met de uitgelekte videobeelden en dat zij wellicht zou worden aangeklaagd wegens het onthullen van staatsgeheimen. Behalve de videobeelden zou Manning ook nog eens 260.000 diplomatieke telegrammen aan WikiLeaks gelekt hebben. De inhoud van deze geheime documenten zou een schokkend beeld geven over de Amerikaanse buitenlandse politiek. Nadat zij ruim een maand in voorarrest had gezeten werden op 5 juli 2010 deze beschuldigingen tegen haar ingebracht: Manning zou de artikelen 92 en 134 van de Uniform Code of Military Justice overtreden hebben door geheime data naar haar computer gekopieerd te hebben. Ook het doorspelen van deze gegevens (naar WikiLeaks) werd haar ten laste gelegd; zij liep nu het risico door een krijgsraad tot 52 jaar celstraf veroordeeld te worden. Op 29 juli 2010 is Manning overgebracht naar de gevangenis van Quantico in Virginia. Zij werd daar in afzondering vastgehouden en om te voorkomen dat Manning zichzelf iets zou aandoen in haar cel stond zij under suicide watch.
WikiLeaks staat er om bekend dat het nooit zijn bronnen onthult en garandeert klokkenluiders 100% anonimiteit. Manning zou echter in chatgesprekken met Adrian Lamo haar daad hebben opgebiecht. Lamo had zich voorgedaan als journalist en Manning verteld dat hun online-conversatie beschermd zou worden door een Californische wet. Lamo overhandigde echter kopieën van deze gesprekken aan de Amerikaanse autoriteiten. Adrian Lamo werd in 2004 veroordeeld nadat hij had ingebroken in computers van The New York Times. Manning zou uit gewetensnood gehandeld hebben. De laptops van zowel Manning als Lamo zijn in beslag genomen voor nader onderzoek.

### Verdediging
De militaire autoriteiten hadden drie advocaten aan Manning toegewezen, waaronder senior military lawyer Maj. Thomas F. Hurley, maar die gaf geen commentaar. Op 26 augustus 2010 meldde David Dishneau van persbureau Associated Press dat Hurley vervangen was door Maj. Matthew Kemkes en dat de kapiteins Paul Bouchard en Michael Eaton deel bleven uitmaken van het team dat Manning verdedigde. WikiLeaks huurde drie burgeradvocaten in om Manning te verdedigen, maar die hadden tot op dat moment nog geen toegang tot hun cliënt gekregen. Op 30 augustus werd bekend dat Manning de bekende David E. Coombs koos als haar burgeradvocaat. Coombs nam de leiding binnen het team van verdedigers. Coombs was vooral bekend als verdediger van sergeant Hasan Karim Akbar (geboren als Mark Fidel Kools) die ter dood veroordeeld is omdat hij in 2003 in Koeweit twee collega's heeft doodgeschoten en nog veertien anderen verwond.
In een interview op 1 september 2010 door CNN verklaarde Coombs dat hij in het dossier geen bewijs had gezien voor de beschuldiging dat Manning ook betrokken zou zijn bij het lekken naar WikiLeaks van de zogenaamde War-logs betreffende Afghanistan. Zijn cliënt koos ervoor om niet te antwoorden op vragen van de onderzoekers. Manning is door een drietal geestelijke gezondheidsexperts psychisch onderzocht. Daarna zou het leger beslissen of zij voor de krijgsraad zou moeten verschijnen. Coombs zei dat het leger ervan op de hoogte was dat PFC (Private First Class) Manning psychische problemen had in de periode vóór de video van de aanval door de Apache-helikopter gelekt werd naar WikiLeaks. Vanwege haar gedrag werd uit voorzorg haar wapen onklaar gemaakt. Dit blijkt uit een document opgemaakt door een leidinggevende. Ook werd Manning naar een kapelaan gestuurd, maar verder deed het leger niets om haar te helpen.
Het Bradley Manning Support Network vreesde dat de familie Manning voor haar verdediging zou uitgaan van wat financieel haalbaar was; daarom werd in samenwerking met Courage to Resist een Defense Fund opgericht. Binnen enkele weken werd ruim 50.000 dollar opgehaald. Filmmaker Michael Moore verklaarde op zijn website dat hij PFC Manning moedig vond en dat hij 5.000 dollar voor haar verdediging zou storten. Vermoed werd dat minimaal 100.000 dollar nodig was voor de extra kosten die de burgeradvocaten zouden maken.

### Proces

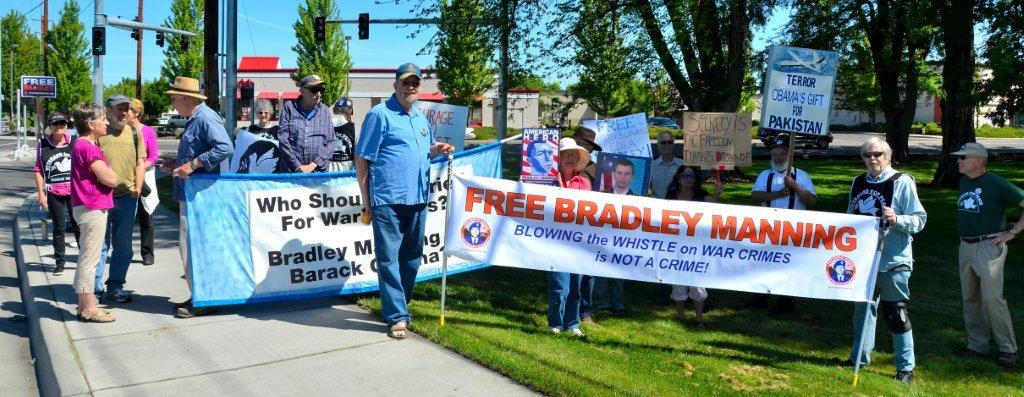
Supporters verzameld in Veterans Park in Medford (Oregon) om Manning te steunen.

Maandag 3 juni 2013 begon het proces tegen Manning. Manning maakte op de eerste dag van de zitting een rustige, zelfverzekerde indruk. Manning droeg haar militaire uniform en beantwoordde de eenvoudige vragen die rechter Lind haar stelde. Bij het proces was geen jury aanwezig, dus de rechter velde het vonnis.
Op dinsdag 30 juli 2013 bepaalde rechter Denise Lind dat Manning niet schuldig was aan het helpen van de vijand, maar wel aan 19 van de 21 punten van de aanklacht, waaronder spionage en diefstal. De aanklagers eisten dat haar een gevangenisstraf van zestig jaar wordt opgelegd. De rechtbank veroordeelde haar uiteindelijk op 21 augustus 2013 tot 35 jaar gevangenisstraf.

### Vervroegde vrijlating
President Barack Obama besloot op 17 januari 2017 tot verkorting van Mannings straf waardoor zij reeds op 17 mei 2017 vrijkwam in plaats van in 2045.

### Politiek
In januari 2018 maakte Manning bekend een gooi te willen doen naar een plaats in de Amerikaanse Senaat, namens de staat Maryland. Een meerderheid van de kiezers heeft in november 2018 steun gegeven aan de zittende senator Cardin.

### Autobiografie
Met haar boek README.txt publiceerde Manning een relaas over haar wedervaren als inlichtingenanalist.

## Reacties
- Daniel Ellsberg die evenals Manning inlichtingenanalist bij het Amerikaanse leger was en in 1971 de zogenaamde Pentagon Papers naar buiten heeft gebracht, verklaarde op 7 juni 2010 tijdens een interview met Amy Goodman van Democracy Now! dat Manning een heldin is als zij inderdaad het lek is van de video en de geheime documenten.